# Bolszoje Podbieriezje
Bolszoje Podbieriezje (ros. Большое Подберезье) – wieś (sieło) w Rosji, w Tatarstanie, w rejonie kajbickim. W 2010 liczyła 730 mieszkańców.